# Budapester Rundschau
A Budapester Rundschau német nyelvű hetilap volt Magyarországon, amely 1967 és 1992 között jelent meg.

## Története
A hetilap 1967-ben alakult, a Lapkiadó Vállalat adta ki Budapesten. Az újság célja német nyelvű tájékoztatás volt a magyarországi politikai, gazdasági és kulturális eseményekről. A főszerkesztő az alapításkor Paál Ferenc volt. Az lap első számában Gelléri Andor Endre novellájának fordítása jelent meg Barabás Tibor recenziójával; Mátrai Betegh Béla, Paulinyi Zoltán és Ungvári Tamás a budapesti színházi eseményekről számolt be; Walkó György írt a Nemzetközi Lenau Társaság tevékenységéről; Kovács András a filmművészet aktuális problémáival foglalkozott, Ribáry Antal és Blum Tamás pedig új magyar operákat mutatott be. 1970 januárjában, Paál Ferenc halála (1969) után négy évre Baló Péter vette át a főszerkesztői posztot. Utóda 1974 augusztusában Nemes János (újságíró) volt. 
A magyarországi rendszerváltás után az újság pénzügyi nehézségekbe került, és támogatásfüggővé vált. 1991-ben az újság 12 millió magyar forint állami támogatást kapott. Amikor a támogatások politikai döntések miatt leálltak, a hetilap megjelenése 25 év után, 1992-ben megszűnt.
Ennek alapján jelent meg a Heti Kiegészítő (Wochenbeilage), majd a szintén német nyelvű hetilap, a Pester Lloyd 1999-től 2005-ig, e név alatt. A Pester LLoyd 2009-ben mint nyomtatott újság megszűnt, csak a weboldalán tették közzé, a Kiegészítő pedig eltűnt. A Budapesthez kapcsolódó oldalakat online továbbra is e cím alatt teszik közzé (2010-től).

## Fordítás
- Ez a szócikk részben vagy egészben  a   Budapester Rundschau című német Wikipédia-szócikk ezen változatának fordításán alapul.  Az eredeti cikk szerkesztőit annak laptörténete sorolja fel. Ez a jelzés csupán a megfogalmazás eredetét és a szerzői jogokat jelzi, nem szolgál a cikkben szereplő információk forrásmegjelöléseként.
- Ez a szócikk részben vagy egészben  a   Budapester Rundschau című német Wikipédia-szócikk ezen változatának fordításán alapul.  Az eredeti cikk szerkesztőit annak laptörténete sorolja fel. Ez a jelzés csupán a megfogalmazás eredetét és a szerzői jogokat jelzi, nem szolgál a cikkben szereplő információk forrásmegjelöléseként.